# دنت دو ولان
دنت دو ولان (به لاتین: Dent du Vélan) یک کوه در سوئیس است که در کانتون وله واقع شده‌است. دنت دو ولان ۲٬۰۵۹ متر بالاتر از سطح دریا واقع شده‌است.